# (12618) Cellarius
(12618) Cellarius ist ein Asteroid des äußeren Hauptgürtels, der am 24. September 1960 von dem niederländischen Astronomenehepaar Cornelis Johannes van Houten und Ingrid van Houten-Groeneveld entdeckt wurde. Die Entdeckung geschah im Rahmen des Palomar-Leiden-Surveys, bei dem von Tom Gehrels mit dem 120-cm-Oschin-Schmidt-Teleskop des Palomar-Observatoriums aufgenommene Feldplatten an der Universität Leiden durchmustert wurden.
Der Asteroid wurde am 22. Januar 2008 auf Vorschlag von Cornelis Johannes van Houten und Ingrid van Houten-Groeneveld nach dem deutschen Astronomen, Mathematiker und Kosmografen Andreas Cellarius (* um 1596; † 1665) benannt. Cellarius veröffentlichte 1660 seinen reich bebilderten Himmelsatlas, die Harmonia Macrocosmica, später oft auch als „Cellarius-Atlas“ bezeichnet.